# Швейцария на летних Олимпийских играх 1976
Швейцария принимала участие в Летних Олимпийских играх 1976 года в Монреале (Канада) в восемнадцатый раз, и завоевала одну серебряную, одну золотую и две бронзовые медали. Сборная страны состояла из 50 спортсменов (47 мужчин, 3 женщины).

## Медалисты
| Медаль  | Спортсмен                                                                   | Вид спорта   | Дисциплина                           |
| ------- | --------------------------------------------------------------------------- | ------------ | ------------------------------------ |
| Золото  | Кристин Штюкельбергер                                                       | Конный спорт | Выездка, личное первенство           |
| Серебро | Кристин Штюкельбергер Ульрих Леман Дорис Рамзайер                           | Конный спорт | Выездка, командное первенство        |
| Бронза  | Жан-Блейз Эвекоз Даниэль Гигер Кристиан Каутер Мишель Пофф Франсуа Сюшанеки | Фехтование   | Мужчины, шпага, командное первенство |
| Бронза  | Юрг Рётлисбергер                                                            | Дзюдо        | Мужчины, до 93 кг                    |

## Золото
- Конный спорт, индивидуальная выездка — Кристин Штюкельбергер.

## Серебро
- Конный спорт, командная выездка — Ulrich Lehmann, Doris Ramseier и Кристин Штюкельбергер.

## Бронза
- Фехтование, мужчины — Jean-Blaise Evéquoz, Кристиан Каутер, Michel Poffet, Daniel Giger и François Suchanecki.
- Дзюдо, мужчины — Юрг Рётлисбергер.